# ESRO–2B
ESRO–2B (European Space Research Organisation), International Radiation Investigation Satellite (Iris–2) ESRO technológia műhold.

## Küldetés
Európai Űrkutatási Szervezet (ESRO) több tudományos műholdat épített, amelyeket amerikai hordozórakétákkal juttattak pályára.

## Jellemzői
Az ESRO megbízásából építette a Hawker Siddely Dynamics és a francia Mecanique-Aviation-TRAction (Matra), üzemeltette az ESRO.
Feladata, pályasíkjából adatokat szolgáltatni a napsugárzás (Orbital Solar Observatory) és a kozmikus sugárzás állapotáról.
Megnevezései: ESRO–2B; Iris–2; International Radiation Investigation Satellite (Iris); kódszáma SSC 3233; COSPAR: 1968-041A. Elődje ESRO–2A.
1968. május 16-án a Vandenberg légitámaszpontról egy Scout B (S161C) hordozórakéta SLC–5 (LC–Launch Complex) jelű indítóállványról juttatta magas Föld körüli pályára (HEO = High-Earth Orbit). Az orbitális egység pályája 99 perces, 97,2 fokos hajlásszögű, elliptikus pálya perigeuma 334 kilométer, az apogeuma 1085 kilométer volt. Tömege 89 kilogramm.
Forgás-stabilizált űreszköz, forgási sebessége 40 RPM. Formája hengeres, magassága 85, átmérője 76 centiméter. Adatrögzítő magnója a 195, napot követően elromlott, befejezte aktív szolgálatát. Adatszolgáltatása érdekében hét mérőeszközt vitt magával. Az űreszköz felületét napelemek borították, éjszakai (földárnyék) energia ellátását ezüst-cink akkumulátorok biztosították.
Mérőműszerei:
1. átáramló részecskék mérése,
2. Naptevékenység hatása a Van Allen sugárzási övre,
3. Naptevékenység által keletkezett protonok jelenlétének rögzítése,
4. elsődleges kozmikus sugárzás mérése,
5. mikrometeorok (nagyobb, kisebb) jelenlétének ellenőrzése,
6. az áramló részecskék, a galaktikus kozmikus sugárzás színképelemzése,

1971. május 8-án 1086 nap (2,97 év) után belépett a légkörbe és megsemmisült.

## Külső hivatkozások
- ESRO–2B. lib.cas.cz. [2013. október 13-i dátummal az eredetiből archiválva]. (Hozzáférés: 2014. február 1.)
- ESRO–2B. astronautix.com. (Hozzáférés: 2014. február 1.)
- ESRO–2B. skyrocket.d. (Hozzáférés: 2014. február 1.)